# Минеевский сельсовет
Минеевский сельсовет — сельское поселение в Уренском районе Нижегородской области.
Административный центр — деревня Минеево.

## История
Статус и границы сельского поселения установлены Законом Нижегородской области от 15 июня 2004 года № 60-З «О наделении муниципальных образований — городов, рабочих посёлков и сельсоветов Нижегородской области статусом городского, сельского поселения».

## Население
| 2002 | 2010 | 2012 | 2013 | 2014 | 2015 | 2016 |
| ---- | ---- | ---- | ---- | ---- | ---- | ---- |
| 543  | ↘410 | ↘408 | ↗418 | ↗423 | ↘403 | ↘393 |
| 2017 | 2018 | 2019 | 2020 |      |      |      |
| ↘387 | ↘382 | ↘370 | ↘351 |      |      |      |

## Состав сельского поселения
| № | Населённый пункт | Тип населённого пункта          | Население |
| - | ---------------- | ------------------------------- | --------- |
| 1 | Берёзовка        | деревня                         | ↘2        |
| 2 | Лесокомбината    | посёлок                         | ↘21       |
| 3 | Минеево          | деревня, административный центр | ↘383      |
| 4 | Чёрное           | село                            | ↘4        |